# Malajzia az 1996. évi nyári olimpiai játékokon
Malajzia az egyesült államokbeli Atlantában megrendezett 1996. évi nyári olimpiai játékok egyik részt vevő nemzete volt. Az országot az olimpián 8 sportágban 35 sportoló képviselte, akik összesen 2 érmet szereztek.

## Érmesek
| Érem  | Versenyző                   | Sportág     | Versenyszám |
| ----- | --------------------------- | ----------- | ----------- |
| Ezüst | Cheah Soon Kit Yap Kim Hock | Tollaslabda | Női páros   |
| Bronz | Adul Sidek Mohamed          | Tollaslabda | Férfi egyes |

## Atlétika
Férfi
| Versenyző      | Versenyszám | Előfutam | Előfutam | Előfutam | Negyeddöntő | Negyeddöntő | Negyeddöntő | Elődöntő | Elődöntő | Elődöntő | Döntő   | Döntő    |
| Versenyző      | Versenyszám | Idő      | Hely.    | Össz.    | Idő         | Hely.       | Össz.       | Idő      | Hely.    | Össz.    | Idő     | Helyezés |
| -------------- | ----------- | -------- | -------- | -------- | ----------- | ----------- | ----------- | -------- | -------- | -------- | ------- | -------- |
| Watson Nyambek | 100 m       | 10,55    | 6.       | 60.*     | kiesett     | kiesett     | kiesett     | kiesett  | kiesett  | kiesett  | kiesett | kiesett  |

| Versenyző   | Versenyszám | Selejtező | Selejtező | Döntő    | Döntő    |
| Versenyző   | Versenyszám | Eredmény  | Helyezés  | Eredmény | Helyezés |
| ----------- | ----------- | --------- | --------- | -------- | -------- |
| Loo Kum Zee | Magasugrás  | 215 cm    | 30.       | kiesett  | kiesett  |

Női
| Versenyző      | Versenyszám     | Eredmény | Helyezés |
| -------------- | --------------- | -------- | -------- |
| Annastasia Raj | 10 km gyaloglás | 45:47    | 24.      |

* - egy másik versenyzővel azonos eredményt ért el

## Gyeplabda

### Férfi
| Maláj férfi gyeplabdacsapat-játékoskeret | Maláj férfi gyeplabdacsapat-játékoskeret |
| --- | --- |
| - Mohamed Nasihin Nubil Ibrahim - Maninderjit Singh Magmar - Lailin Abu Hassan - Brian Jaya Siva - Lim Chiow Chuan - Charles David - Chairil Anwar Abdul Aziz - Lam Mun Fatt | - Shankar Ramu - Nor Saiful Zaini Nasir-ud-Din - Kaliswaran Muniandy - Aphthar Singh Piara - Mirnawan Nawawi - Calvin Fernandez - Kuhan Shanmuganathan - Hamdan Hamzah |

#### Eredmények
Csoportkör
B csoport
| Csapat                        | M | Gy | D | V | G+ | G– | Gk | P |
| ----------------------------- | - | -- | - | - | -- | -- | -- | - |
| Hollandia (NED)               | 5 | 4  | 1 | 0 | 14 | 6  | +8 | 9 |
| Ausztrália (AUS)              | 5 | 3  | 1 | 1 | 13 | 7  | +6 | 7 |
| Nagy-Britannia (GBR)          | 5 | 1  | 3 | 1 | 8  | 8  | 0  | 5 |
| Dél-Korea (KOR)               | 5 | 1  | 2 | 2 | 12 | 13 | –1 | 4 |
| Dél-afrikai Köztársaság (RSA) | 5 | 0  | 3 | 2 | 7  | 12 | –5 | 3 |
| Malajzia (MAS)                | 5 | 0  | 2 | 3 | 7  | 15 | –8 | 2 |

| 1996. július 21. 09:00 | Hollandia (NED)            | 2–0   | Malajzia (MAS) | Játékvezetők: Ray O’Connor (IRL), Eduardo Ruiz (ARG) |
| 1996. július 21. 09:00 | Delissen 10' · Gebbink 29' | (2–0) |                | Játékvezetők: Ray O’Connor (IRL), Eduardo Ruiz (ARG) |

| 1996. július 23. 17:30 | Malajzia (MAS)  | 2–2   | Dél-afrikai Köztársaság (RSA) | Játékvezetők: Henrik Ehlers (DEN), Kiyoshi Sana (JPN) |
| 1996. július 23. 17:30 | Nawawi 38', 61' | (0–1) | Nicol 26' · G. Fulton 64'     | Játékvezetők: Henrik Ehlers (DEN), Kiyoshi Sana (JPN) |

| 1996. július 25. 17:30 | Malajzia (MAS)             | 2–2   | Nagy-Britannia (GBR) | Játékvezetők: Ayman Amin (EGY), Antonio Morales (ESP) |
| 1996. július 25. 17:30 | Nasir-ud-Din 4' · Aziz 69' | (1–0) | Shaw 41' · Giles 63' | Játékvezetők: Ayman Amin (EGY), Antonio Morales (ESP) |

| 1996. július 27. 09:00 | Malajzia (MAS)   | 1–5   | Ausztrália (AUS)                           | Játékvezetők: Richard Wolter (GER), Patrick van Beneden (BEL) |
| 1996. július 27. 09:00 | Nasir-ud-Din 44' | (0–4) | Davies 3' · Choppy 4', 6', 10' · Lewis 37' | Játékvezetők: Richard Wolter (GER), Patrick van Beneden (BEL) |

| 1996. július 29. 17:30 | Malajzia (MAS)                | 2–4   | Dél-Korea (KOR)                                                                                      | Játékvezetők: Steve Horgan (USA), Eduardo Ruiz (ARG) |
| 1996. július 29. 17:30 | Nasir-ud-Din 60' · Nawawi 64' | (0–1) | Kang Gonuk (Gang Geon-Uk) 16', 40' · Pak Sinhung (Park Sin-Heung) 39' · Kim Dzsongi (Kim Jong-I) 49' | Játékvezetők: Steve Horgan (USA), Eduardo Ruiz (ARG) |

A 9–12. helyért
| 1996. július 31. 08:30 | Argentína (ARG)                               | 4–4 (h. u.) | Malajzia (MAS)                                         | Játékvezetők: Patrick van Beneden (BEL), Kayoshi Sana (JPN) |
| 1996. július 31. 08:30 | Retegui 14', 55' · Ferrara 57' · J. Lombi 69' | (1–1, 4–4)  | Singh 26' · Siva 38' · Nawawi 39' · Shanmuganathan 59' | Játékvezetők: Patrick van Beneden (BEL), Kayoshi Sana (JPN) |
| 1996. július 31. 08:30 | Büntetőpárbaj:                                |             |                                                        | Játékvezetők: Patrick van Beneden (BEL), Kayoshi Sana (JPN) |
| 1996. július 31. 08:30 | 3–0                                           |             |                                                        | Játékvezetők: Patrick van Beneden (BEL), Kayoshi Sana (JPN) |

A 11. helyért
| 1996. augusztus 1. 08:30 | Malajzia (MAS)                                 | 4–1   | Egyesült Államok (USA) | Játékvezetők: Henrik Ehlers (DEN), Antonio Morales (ESP) |
| 1996. augusztus 1. 08:30 | Lim 34', 44' · Nawawi 38' · Shanmuganathan 56' | (1–0) | Butcher 68'            | Játékvezetők: Henrik Ehlers (DEN), Antonio Morales (ESP) |

| Csapat         | Helyezés |
| -------------- | -------- |
| Malajzia (MAS) | 11.      |

## Kajak-kenu

### Szlalom
| Versenyző | Versenyszám       | Döntő    | Döntő    | Döntő    | Döntő    | Döntő         | Döntő         |
| Versenyző | Versenyszám       | 1. futam | 1. futam | 2. futam | 2. futam | Jobb eredmény | Jobb eredmény |
| Versenyző | Versenyszám       | Pont     | Hely.    | Pont     | Hely.    | Pont          | Helyezés      |
| --------- | ----------------- | -------- | -------- | -------- | -------- | ------------- | ------------- |
| Sal Ayob  | Férfi kajak egyes | 259,15   | 42.      | 229,54   | 41.      | 229,54        | 43.           |

## Ökölvívás
| Versenyző  | Versenyszám | Selejtező                   | Nyolcaddöntő      | Negyeddöntő       | Elődöntő          | Döntő             | Helyezés |
| Versenyző  | Versenyszám | Ellenfél Eredmény           | Ellenfél Eredmény | Ellenfél Eredmény | Ellenfél Eredmény | Ellenfél Eredmény | Helyezés |
| ---------- | ----------- | --------------------------- | ----------------- | ----------------- | ----------------- | ----------------- | -------- |
| Sapol Biki | Papírsúly   | Jesús Martínez (MEX) · 4–15 | kiesett           | kiesett           | kiesett           | kiesett           | 17.      |

## Sportlövészet
Férfi
| Versenyző    | Versenyszám | Selejtező | Selejtező | Döntő   | Döntő    |
| Versenyző    | Versenyszám | Pont      | Helyezés  | Pont    | Helyezés |
| ------------ | ----------- | --------- | --------- | ------- | -------- |
| Kaw Fun Ying | Skeet       | 110       | 54.       | kiesett | kiesett  |

## Tollaslabda
| Versenyző                   | Versenyszám | Selejtező                                    | 32-es főtábla                                      | Nyolcaddöntő                                                            | Negyeddöntő                                                                                 | Elődöntő                                                               | Döntő                                                                                        | Helyezés |
| Versenyző                   | Versenyszám | Ellenfél Eredmény                            | Ellenfél Eredmény                                  | Ellenfél Eredmény                                                       | Ellenfél Eredmény                                                                           | Ellenfél Eredmény                                                      | Ellenfél Eredmény                                                                            | Helyezés |
| --------------------------- | ----------- | -------------------------------------------- | -------------------------------------------------- | ----------------------------------------------------------------------- | ------------------------------------------------------------------------------------------- | ---------------------------------------------------------------------- | -------------------------------------------------------------------------------------------- | -------- |
| Adul Sidek Mohamed          | Férfi egyes | erőnyerő                                     | Andrej Antropov (RUS) · 15–11, 15–7                | Yu Lizhi (CHN) · 15–5, 15–2                                             | Joko Supriyanto (INA) · 15–5, 15–12                                                         | Dong Jiong (CHN) · 6–15, 16–18                                         | Bronzmérkőzés · Hariyanto Arbi (INA) · 5–15, 15–11, 15–6                                     |          |
| Ong Ewe Hock                | Férfi egyes | Robert Liljequist (FIN) · 17–14, 12–15, 15–2 | Jeroen van Dijk (NED) · 15–11, 15–10               | Poul-Erik Høyer Larsen (DEN) · 14–17, 9–15                              | kiesett                                                                                     | kiesett                                                                | kiesett                                                                                      | 9.       |
| Cheah Soon Kit Yap Kim Hock | Férfi páros |                                              | erőnyerő                                           | Kína (CHN) · Ge Cheng · Tao Xiaoqiang · 15–8, 15–2                      | Dél-Korea (KOR) · Ha Thegvon (Ha Tae-gwon) · Kang Gjondzsin (Gang Gyeong-jin) · 18–17, 15–8 | Indonézia (INA) · Antonius Budi Ariantho · Denny Kantono · 15–10, 15–4 | Indonézia (INA) · Rexy Mainaky · Ricky Subagja · 15–5, 13–15, 12–15                          |          |
| Soo Beng Kiang Tan Kim Her  | Férfi páros |                                              | Kanada (CAN) · Anil Kaul · Iain Sydie · 15–7, 15–3 | Indonézia (INA) · Bambang Supriyanto · Rudy Gunawan · 18–13, 4–15, 15–6 | Nagy-Britannia (GBR) · Chris Hunt · Simon Archer · 15–5, 15–12                              | Indonézia (INA) · Rexy Mainaky · Ricky Subagja · 3–15, 5–15            | Bronzmérkőzés · Indonézia (INA) · Antonius Budi Ariantho · Denny Kantono · 4–15, 15–12, 8–15 | 4.       |
| Chan Chia Fong              | Női egyes   | erőnyerő                                     | Ye Zhaoying (CHN) · 4–11, 1–11                     | kiesett                                                                 | kiesett                                                                                     | kiesett                                                                | kiesett                                                                                      | 17.      |

## Úszás
Férfi
| Versenyző                                          | Versenyszám            | Előfutam | Előfutam | Előfutam | Döntő   | Döntő   | Döntő   | Helyezés |
| Versenyző                                          | Versenyszám            | Idő      | Hely.    | Össz.    | Típus   | Idő     | Hely.   | Helyezés |
| -------------------------------------------------- | ---------------------- | -------- | -------- | -------- | ------- | ------- | ------- | -------- |
| Alex Lim                                           | 100 m hát              | 57,68    | 1.       | 32.      | kiesett | kiesett | kiesett | kiesett  |
| Alex Lim                                           | 200 m hát              | 2:06,17  | 2.       | 31.      | kiesett | kiesett | kiesett | kiesett  |
| Elvin Chia                                         | 100 m mell             | 1:04,46  | 5.       | 29.      | kiesett | kiesett | kiesett | kiesett  |
| Elvin Chia                                         | 200 m mell             | 2:20,39  | 4.       | 25.      | kiesett | kiesett | kiesett | kiesett  |
| Anthony Ang                                        | 100 m pillangó         | 56,41    | 5.       | 45.      | kiesett | kiesett | kiesett | kiesett  |
| Anthony Ang                                        | 200 m pillangó         | 2:03,01  | 1.       | 31.      | kiesett | kiesett | kiesett | kiesett  |
| Wan Azlan Abdullah                                 | 200 m vegyes           | 2:12,11  | 5.       | 36.      | kiesett | kiesett | kiesett | kiesett  |
| Wan Azlan Abdullah                                 | 400 m vegyes           | 4:38,95  | 3.       | 27.      | kiesett | kiesett | kiesett | kiesett  |
| Wan Azlan Abdullah Anthony Ang Elvin Chia Alex Lim | 4 × 100 m vegyes váltó | 3:52,58  | 3.       | 20.      | kiesett | kiesett | kiesett | kiesett  |

Női
| Versenyző   | Versenyszám | Előfutam | Előfutam | Előfutam | Döntő   | Döntő   | Döntő   | Helyezés |
| Versenyző   | Versenyszám | Idő      | Hely.    | Össz.    | Típus   | Idő     | Hely.   | Helyezés |
| ----------- | ----------- | -------- | -------- | -------- | ------- | ------- | ------- | -------- |
| Tay Li Leng | 100 m mell  | 1:14,17  | 2.       | 36.      | kiesett | kiesett | kiesett | kiesett  |

## Vitorlázás
Nyílt
| Versenyző | Versenyszám | Futam | Futam | Futam | Futam | Futam | Futam | Futam | Futam | Futam | Futam | Futam | Pontszám | Helyezés |
| Versenyző | Versenyszám | 1     | 2     | 3     | 4     | 5     | 6     | 7     | 8     | 9     | 10    | 11    | Pontszám | Helyezés |
| --------- | ----------- | ----- | ----- | ----- | ----- | ----- | ----- | ----- | ----- | ----- | ----- | ----- | -------- | -------- |
| Kevin Lim | Laser       | 32    | 26    | 36    | 34    | 35    | 39    | (48)  | 33    | 40    | (41)  | 25    | 300,0    | 37.      |